# ノドグロイワシャコ
ノドグロイワシャコ（喉黒岩鷓鴣、学名：Alectoris philbyi）は、キジ目キジ科に分類される鳥類の一種である。

## 分布
サウジアラビア南西部からイエメン北部にかけて分布する。

## 形態
体長約33cm。頬、喉、上胸が黒い。体の上面と胸は緑褐色がかった灰色で、脇には白、黒、褐色の斑が並ぶ。

## 生態
灌木の生えた乾燥した岩地に生息する。